# Troickoje (rejon kniaginiński)
Troickoje (ros. Троицкое) – wieś (sieło) w Rosji, w obwodzie niżnonowogrodzkim, w rejonie kniaginińskim. W 2010 liczyła 348 mieszkańców.